# Radovan Karadžić
Radovan Karadžić (em sérvio:  Радован Караџић; Petnjica, 19 de junho de 1945) é um político sérvio-bósnio que foi condenado por genocídio, crimes contra a humanidade e crimes de guerra pelo Tribunal Penal Internacional para a ex-Iugoslávia (TPIJ).  Ele foi presidente da República Sérvia durante a Guerra da Bósnia.
Formado em psiquiatria, ele foi cofundador do Partido Democrático Sérvio na Bósnia e Herzegovina e foi o primeiro presidente da República Sérvia de 1992 a 1996. Ele foi um fugitivo de 1996 até julho de 2008, depois de ter sido indiciado por crimes de guerra pelo TPIJ.  A acusação concluiu que havia motivos razoáveis para acreditar que ele cometeu crimes de guerra, incluindo genocídio contra civis bosníacos e croatas durante a Guerra da Bósnia (1992–1995).  Enquanto fugitivo, ele trabalhou em uma clínica particular em Belgrado, especializando-se em medicina alternativa e psicologia, sob um pseudônimo. 
Foi preso em Belgrado em 2008 e levado perante o Tribunal de Crimes de Guerra de Belgrado alguns dias depois.  Extraditado para os Países Baixos, foi colocado sob custódia do TPIJ na Unidade de Detenção das Nações Unidas de Scheveningen, onde foi acusado de 11 acusações de crimes de guerra e crimes contra a humanidade.   Ele é por vezes referido pela comunicação social ocidental como o "Açougueiro da Bósnia",    uma alcunha também aplicada ao antigo general do Exército da República Srpska (VRS) Ratko Mladić.    Em 2016, foi considerado culpado do genocídio de Srebrenica, de crimes de guerra e de crimes contra a humanidade, 10 das 11 acusações no total, e condenado a 40 anos de prisão.   Em 2019, o recurso que ele havia interposto contra sua condenação foi rejeitado e a pena foi aumentada para prisão perpétua.  Ele está cumprindo sua pena em uma prisão britânica, HMP Parkhurst, na Ilha de Wight.

## Biografia
Radovan Karadžić nasceu em uma família sérvia em 19 de junho de 1945 na aldeia de Petnjica na República Popular de Montenegro, Iugoslávia Federal Democrática, perto de Šavnik.  O pai de Karadžić, Vuko (1912–1987),   era um sapateiro de Petnjica. Sua mãe, Jovanka ( née Jakić; 1922–2005),  era uma camponesa de Pljevlja. Ela se casou com o pai de Karadžić em 1943, aos vinte anos.  Karadžić afirma ser parente do reformador linguístico sérvio Vuk Stefanović Karadžić (1787–1864), embora em 2014 essa afirmação não tenha sido confirmada. 
Seu pai era um Chetnik – ou seja, um membro do exército de direita do governo no exílio do Reino da Iugoslávia durante a Segunda Guerra Mundial – e foi preso pelo regime comunista do pós-guerra durante grande parte da infância de seu filho.  Karadžić mudou-se para Sarajevo em 1960 para estudar psiquiatria na Faculdade de Medicina da Universidade de Sarajevo.  Apesar de seu pai ter lutado em uma guerra, o próprio Karadžić não tinha ambições militares. Acredita-se amplamente que ele nunca cumpriu o serviço militar obrigatório de 1 ano no Exército Popular Iugoslavo, como afirmou Stjepan Kljujić, que era um membro croata da presidência rotativa da Bósnia. 
Karadžić estudou distúrbios neuróticos e depressão no Hospital Næstved na Dinamarca em 1970 e durante 1974 e 1975 ele passou por treinamento médico adicional na Universidade de Columbia em Nova York.   Após seu retorno à Iugoslávia, trabalhou no Hospital Koševo em Sarajevo.  Ele também era um poeta, influenciado pelo escritor sérvio Dobrica Ćosić, que o encorajou a entrar na política. Durante o seu período como ecologista, ele declarou que “o bolchevismo é mau, mas o nacionalismo é ainda pior”. 

## Crimes financeiros
Logo após a formatura, Karadžić começou a trabalhar em um centro de tratamento na clínica psiquiátrica do principal hospital de Sarajevo, Koševo. Segundo depoimentos, ele frequentemente aumentava seus rendimentos emitindo avaliações médicas e psicológicas falsas a profissionais de saúde que desejavam a aposentadoria antecipada ou a criminosos que tentavam evitar punições alegando insanidade.  Em 1983, Karadžić começou a trabalhar em um hospital no subúrbio de Voždovac, em Belgrado. Com seu parceiro Momčilo Krajišnik, então gerente de uma empresa de mineração Energoinvest, ele conseguiu um empréstimo de um fundo de desenvolvimento agrícola, e eles o usaram para construir casas em Pale, uma cidade sérvia acima de Sarajevo transformada em uma estação de esqui pelo governo. 
Em 1 de novembro de 1984, os dois homens foram presos por fraude e passaram 11 meses de detenção antes que seu amigo Nikola Koljević conseguisse libertá-los.   Devido à falta de provas, Karadžić foi libertado e seu julgamento foi interrompido. O julgamento foi reaberto, no entanto, e em 26 de setembro de 1985, Karadžić foi condenado a três anos de prisão por peculato e fraude. Como já havia passado um ano detido, Karadžić não cumpriu a pena restante na prisão. 

## Carreira política
Seguindo o incentivo de Dobrica Ćosić, mais tarde o primeiro presidente da República Federal da Iugoslávia, e de Jovan Rašković, líder dos sérvios croatas, Karadžić foi cofundador do Partido Democrático Sérvio (Srpska Demokratska Stranka) na Bósnia e Herzegovina em 1989. O partido tinha como objetivo unificar a comunidade sérvia-bósnia da República e unir-se aos sérvios-croatas para liderá-los na permanência como parte da Iugoslávia no caso de secessão dessas duas repúblicas da federação.
Ao longo de setembro de 1991, o SDS começou a estabelecer várias "Regiões Autônomas Sérvias" em toda a Bósnia e Herzegovina. Depois de o parlamento bósnio ter votado sobre a soberania em 15 de outubro de 1991, foi fundada uma Assembleia Sérvia separada em 24 de outubro de 1991 em Banja Luka, para representar exclusivamente os sérvios na Bósnia e Herzegovina. No mês seguinte, os sérvios da Bósnia realizaram um referendo que resultou em uma votação esmagadora a favor da permanência em um estado federal com Sérvia e Montenegro, como parte da Iugoslávia. Em dezembro de 1991, um documento ultrassecreto, Sobre a organização e atividade do povo sérvio na Bósnia e Herzegovina em circunstâncias extraordinárias, foi elaborado pela liderança do SDS. Este era um programa centralizado para a tomada de cada município do país, através da criação de governos sombra e estruturas paragovernamentais através de várias "sedes de crise", e preparando os sérvios leais para a tomada de poder em coordenação com o Exército Popular Jugoslavo (JNA). 
Em 9 de janeiro de 1992, a Assembleia Sérvia da Bósnia proclamou a República do Povo Sérvio da Bósnia e Herzegovina (Република српског народа Босне и Херцеговине/Republika srpskog naroda Bosne i Hercegovine). Em 28 de fevereiro de 1992, foi adotada a constituição da República Sérvia da Bósnia e Herzegovina. Declarou que o território do estado incluía regiões autônomas sérvias, municípios e outras entidades étnicas sérvias na Bósnia e Herzegovina, bem como "todas as regiões nas quais o povo sérvio representa uma minoria devido ao genocídio da Segunda Guerra Mundial" (embora nunca tenha sido especificado como isso foi estabelecido), e que seria parte do estado federal iugoslavo. Em 29 de fevereiro e 1 de março de 1992, foi realizado um referendo sobre a independência da Bósnia e Herzegovina da Iugoslávia. Muitos sérvios boicotaram o referendo e os bosníacos (muçulmanos bósnios) e croatas pró-independência compareceram. 

### Presidente da República Sérvia

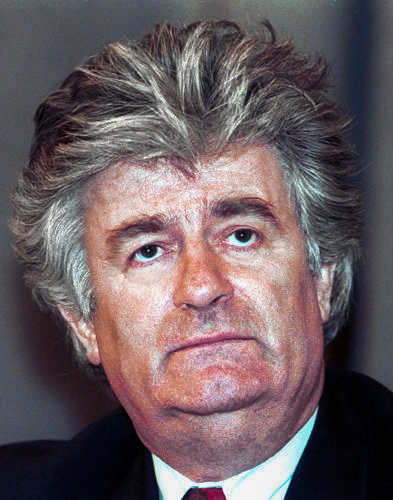
Karadžić durante uma visita a Moscou, 3 de março de 1994

Em 6 e 7 de abril de 1992, a Bósnia e Herzegovina foi reconhecida como um estado independente pela Comunidade Europeia  e pelos Estados Unidos.  Foi admitido como membro das Nações Unidas em 22 de maio de 1992. 
Karadžić foi eleito Presidente da República Sérvia, a administração sérvia da Bósnia, em Pale, por volta do dia 13 de maio de 1992, após a dissolução da República Socialista Federativa da Iugoslávia. Na época em que assumiu o cargo, seus poderes de jure, conforme descritos na constituição da administração sérvia da Bósnia, incluíam comandar o exército da administração sérvia da Bósnia em tempos de guerra e paz, e ter autoridade para nomear, promover e demitir oficiais do exército. Karadžić fez três viagens à ONU em Nova York em fevereiro e março de 1993 para negociações sobre o futuro da Bósnia. 
Ele foi a Moscou em 1994 para reuniões com autoridades russas sobre a situação na Bósnia.  Em 1994, a Igreja Ortodoxa Grega declarou Karadžić "um dos filhos mais proeminentes de nosso Senhor Jesus Cristo trabalhando pela paz" e o condecorou com a Ordem dos Cavaleiros de Primeira Classe de São Dionísio de Xanthe, com novecentos anos de existência.  O Patriarca Ecumênico Bartolomeu I anunciou que “o povo sérvio foi escolhido por Deus para proteger as fronteiras ocidentais da Ortodoxia”. 
Na sexta-feira 4 de agosto de 1995, com uma enorme força militar croata pronta para atacar a região de Krajina, controlada pelos sérvios, no centro da Croácia, Karadžić anunciou que estava removendo o general Ratko Mladić de seu posto de comandante e assumindo o comando pessoal do VRS. Karadžić culpou Mladić pela perda de duas cidades importantes controladas pelos sérvios no oeste da Bósnia, que haviam caído recentemente para os croatas, e usou a perda das cidades como desculpa para anunciar suas mudanças surpresa na estrutura de comando. O general Mladić foi rebaixado a "conselheiro". Mladić se recusou a ir embora em silêncio, alegando o apoio dos militares sérvios da Bósnia e do povo. Karadžić reagiu tentando usar sua posição política e denunciando Mladić como um "louco", mas o apoio popular de Mladić forçou Karadžić a revogar sua ordem em 11 de agosto. 

### Acusações de crimes de guerra
Karadžić foi acusado pelo Tribunal Penal Internacional para a ex-Iugoslávia (TPIJ) de responsabilidade pessoal e de comando por vários crimes de guerra cometidos contra não sérvios, em suas funções como Comandante Supremo das Forças Armadas Sérvias da Bósnia e Presidente do Conselho de Segurança Nacional da República Srpska. Ele foi acusado pela mesma autoridade de ser responsável pela morte de mais de 7.500 bosníacos (muçulmanos). Sob sua direção e comando, as forças sérvias da Bósnia iniciaram o Cerco de Sarajevo . Ele foi acusado pelo TPIJ de ordenar o genocídio de Srebrenica em 1995, ordenando que as forças sérvias da Bósnia "criassem uma situação insuportável de insegurança total, sem esperança de sobrevivência" na área segura da ONU. Ele também foi acusado pelo TPIJ de ordenar que pessoal das Nações Unidas fosse feito refém em maio – junho de 1995. 
Ele foi indiciado conjuntamente pelo Tribunal Penal Internacional para a ex-Iugoslávia em 1995, juntamente com o General Ratko Mladić. A acusação acusou Karadžić com base na sua responsabilidade criminal individual (artigo 7.º (1) do Estatuto) e na sua responsabilidade criminal superior (artigo 7(3) do Estatuto) com:
- Cinco acusações de crimes contra a humanidade (Artigo 5 do Estatuto – extermínio, homicídio, perseguições por motivos políticos, raciais e religiosos, perseguições, atos desumanos (transferência forçada));
- Três acusações de violação das leis da guerra (Artigo 3 do Estatuto – homicídio, infligir ilegalmente terror a civis, fazer reféns);
- Uma acusação de violações graves das Convenções de Genebra (Artigo 2 do Estatuto – homicídio doloso). [42]
- Transferência ilegal de civis com base na identidade religiosa ou nacional. [43]

O governo dos Estados Unidos ofereceu um empréstimo de US$ 5 milhões de recompensa pelas prisões de Karadžić e de Ratko Mladić. 

## Fugitivo
As autoridades deixaram de prender Karadžić em 1995, quando ele era um convidado das Nações Unidas. Durante sua visita à sede da ONU em 1993, ele recebeu uma intimação para uma ação civil sob a Lei de Delitos contra Estrangeiros dos Estados Unidos da América. Os tribunais decidiram que Karadžić foi devidamente notificado e que o julgamento foi autorizado a prosseguir num Tribunal Distrital dos Estados Unidos. 
A capacidade de Karadžić de escapar da captura por mais de uma década aumentou sua estima entre alguns sérvios da Bósnia, apesar de um suposto acordo com Richard Holbrooke.  Algumas fontes alegam que ele recebeu proteção dos Estados Unidos como consequência do Acordo de Dayton.  Holbrooke, no entanto, negou repetidamente que tal acordo tivesse sido feito. 
Durante o seu tempo como fugitivo, ele foi ajudado por várias pessoas, incluindo Boško Radonjić e, em 2001, centenas de apoiadores manifestaram-se em apoio a Karadžić na sua cidade natal.  Em Março de 2003, a sua mãe Jovanka instou-o publicamente a render-se. 
As autoridades britânicas admitiram que a ação militar dificilmente teria sucesso em levar Karadžić e outros suspeitos a julgamento, e que exercer pressão política sobre os governos dos Bálcãs teria mais probabilidades de ter sucesso. 
Em maio de 2004, a ONU tomou conhecimento de que: "o irmão de um suspeito de crimes de guerra, alegadamente no processo de fornecer informações sobre Radovan Karadžić e a sua rede ao TPIJ, foi morto por engano num ataque da polícia da República Srpska" e acrescentou que "argumenta-se que o informador foi alvo de um ataque para o silenciar antes de poder dizer mais." 
Em 2005, os líderes sérvios da Bósnia pediram que Karadžić se rendesse, afirmando que a Bósnia e a Sérvia não poderiam progredir econômica ou politicamente enquanto ele permanecesse foragido. Após um ataque fracassado no início de maio, em 7 de julho de 2005, as tropas da OTAN prenderam o filho de Karadžić, Aleksandar, mas libertaram-no após 10 dias.  Em 28 de julho, a esposa de Karadžić, Ljiljana, fez um apelo para que ele se rendesse após o que ela chamou de "enorme pressão". 
A BBC informou que Karadžić foi avistado em 2005 perto de Foča: "38km abaixo da estrada, na orla do Parque Nacional Sutjeska, Radovan Karadžić acabava de sair de um Mercedes vermelho" e afirmou que "as agências de inteligência ocidentais sabiam aproximadamente onde eles estavam, mas que não havia vontade política em Londres ou Washington para arriscar as vidas de agentes britânicos ou norte-americanos, numa tentativa de capturar" ele e Mladić. 
Em 10 de janeiro de 2008, a BBC informou que os passaportes dos seus familiares mais próximos tinham sido apreendidos.  Em 21 de fevereiro de 2008, na época em que Kosovo declarou a independência, retratos de Karadžić estavam em exibição durante o protesto "Kosovo é Sérvia" em Belgrado.  
Desde 20 de abril de 1999  Karadžić se fazia passar por um especialista da “new age” em medicina alternativa, usando o nome falso “D.D. David” impresso em seus cartões de visita. As iniciais aparentemente significavam "Dragan Dabić"; autoridades disseram que ele também estava usando o nome "Dr. Dragan David Dabić".    A identidade foi fornecida a Karadžić em Ruma pela BIA, usando detalhes de um trabalhador da construção civil local, o verdadeiro Dragan Dabić, nascido em 1942.  Ele morava em Nova Belgrado desde pelo menos 2005, trabalhando em três clínicas particulares e dando palestras para centenas de pessoas sobre medicina alternativa. Ele tinha seu próprio site, onde oferecia sua ajuda no tratamento de problemas e distúrbios sexuais usando o que ele chamava de "Energia Quântica Humana".  Sua biografia no site afirmava que o local de nascimento de Kovači era perto de Kraljevo e que sua educação era na Universidade Lomonosov. No final dos anos 2000, ele publicou artigos sobre suas práticas na revista de saúde Zdrav Život, apesar de não ser membro da Associação Médica Sérvia (SLD) e não fornecer um diploma médico ou currículo ao editor-chefe, a quem Karadžić alegou ter sido criado em Krajina. No primeiro semestre de 2008, Karadžić participou de várias convenções de saúde patrocinadas pela Zdrav Život em Belgrado como palestrante convidado, algumas das quais foram apresentadas na televisão local.   

### Suposta fuga da captura na Áustria
Houve relatos de que Karadžić escapou da captura em maio 2007 em Viena, onde viveu sob o nome de Petar Glumac, se passando por um vendedor croata de soluções e pomadas de ervas. A polícia austríaca conversou com ele durante a operação sobre um caso de homicídio não relacionado na área onde Karadžić morava, mas não reconheceu sua verdadeira identidade. Ele obteve um passaporte croata em nome de Petar Glumac e alegou estar em Viena para treinamento.  A polícia não fez mais perguntas nem exigiu que lhe fossem recolhidas as impressões digitais, pois ele parecia calmo e respondia prontamente às perguntas.  No entanto, esta afirmação foi posta em causa quando um homem chamado Petar Glumac, um médico alternativo de Banatsko Novo Selo, na Sérvia, afirmou ter sido a pessoa com quem a polícia falou em Viena.  Glumac supostamente tem uma semelhança impressionante com a aparência de Karadžić como Dragan Dabić.  Dragan Karadžić, seu sobrinho, afirmou em uma entrevista ao Corriere della Sera que Karadžić assistiu a partidas de futebol da Série A e visitou Veneza sob o nome de Petar Glumac. 

## Julgamento

### Prisão e julgamento

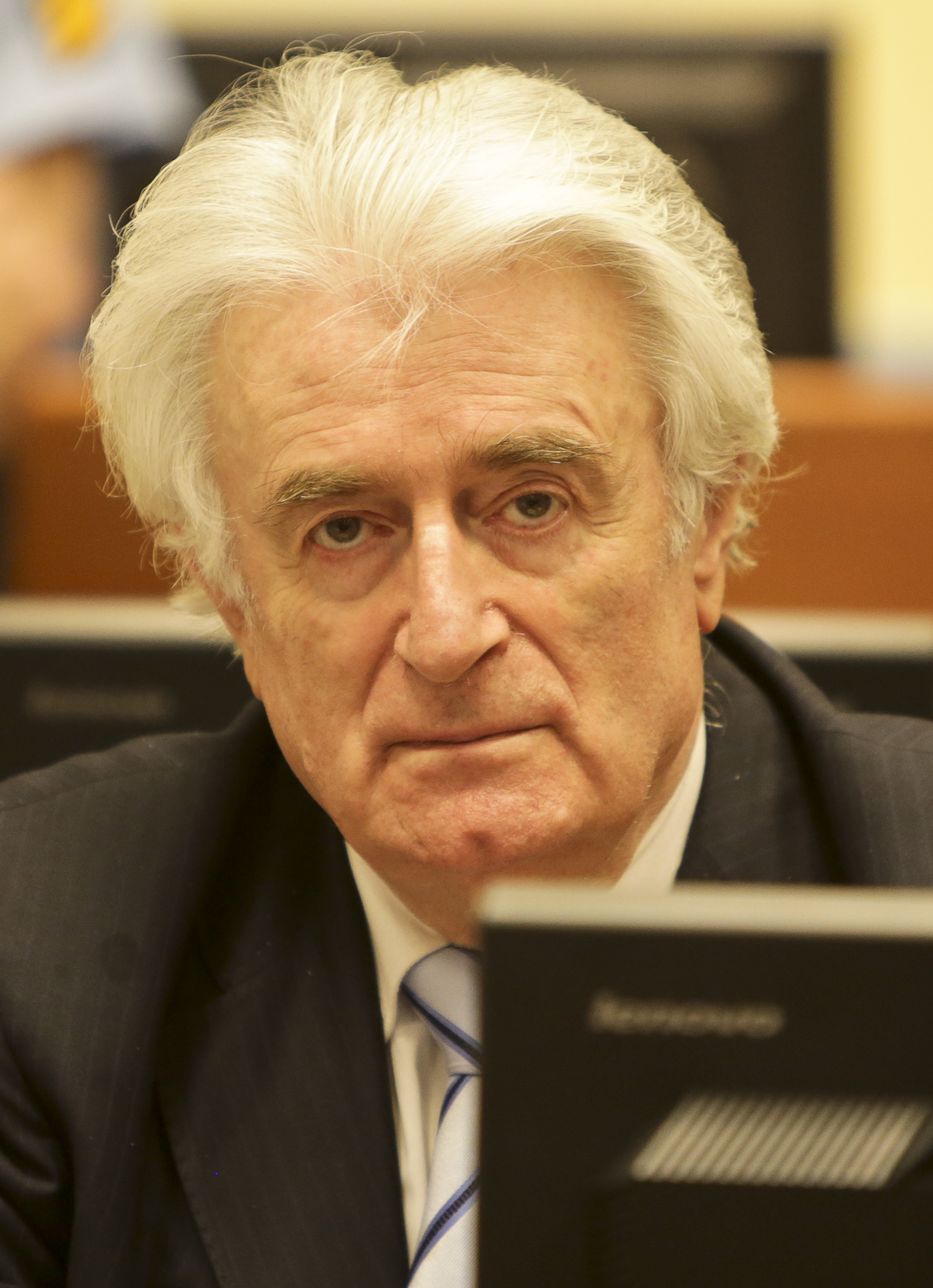
Karadžić em seu julgamento em 2016

A prisão de Radovan Karadžić ocorreu no dia 21 de julho de 2008 em Batajnica, Belgrado  embora o advogado de Karadžić tenha alegado que a prisão ocorreu antes, em 18 de julho. Ele foi gravado saindo de um apartamento na Rua Yuri Gagarin, registrado sob o nome "Maksimović", e embarcando em um ônibus com destino a Vrdnik, de onde planejava cruzar para a Croácia. Mais tarde, ele admitiu ter vários esconderijos alternativos pela Sérvia e que havia trocado de residência quatro vezes no mesmo mês. Karadžić declarou que pretendia entregar-se em algum momento de Janeiro de 2009, pois acreditava que qualquer recurso legal contra ele seria tratado pelo governo sérvio e não pelas autoridades internacionais até ao final do ano.   
Karadžić foi transferido para a custódia do TPIJ em Haia em 30 de julho.  Karadžić compareceu perante o juiz Alphons Orie no dia 31 de julho, no tribunal que condenou 64 acusados desde 1993.  Durante a primeira audiência, Radovan Karadžić expressou medo pela sua vida ao dizer: "Se Holbrooke quer a minha morte e lamenta que não haja sentença de morte neste tribunal, quero saber se o seu braço é suficientemente longo para me alcançar aqui."  e afirmou que o acordo que fez com Richard Holbrooke é a razão pela qual demorou 13 anos para que ele comparecesse perante o TPIJ.  Ele fez acusações semelhantes contra a ex-secretária de Estado dos EUA, Madeleine Albright.  Muhamed Sacirbey, ministro dos Negócios Estrangeiros da Bósnia na época, afirmou que um acordo Karadžić-Holbrooke foi feito em julho de 1996. 
Em agosto de 2008, Karadžić alegou que havia uma conspiração contra ele e recusou-se a apresentar uma declaração de culpa, após o que o tribunal apresentou uma declaração de inocência em seu nome em todas as 11 acusações.  Ele chamou o tribunal, presidido pelo juiz escocês Iain Bonomy, de um "tribunal da OTAN" disfarçado de tribunal da comunidade internacional. 
Em 13 de outubro de 2009, a BBC informou que o pedido de Karadžić para obter imunidade às acusações foi negado. No entanto, o início do seu julgamento foi adiado para 26 de Outubro para que ele pudesse preparar uma defesa. 
Na segunda-feira 26 de outubro de 2009, o julgamento de Karadžić foi suspenso após 15 minutos depois de cumprir sua ameaça de boicotar o início da audiência. O juiz O-Gon Kwon disse que, na ausência de Karadžić, que se defendia, ou de qualquer advogado que o representasse, estava a suspender o caso por 24 horas, quando a acusação iniciaria sua declaração de abertura.  Em 5 de novembro de 2009, o tribunal impôs-lhe um advogado e adiou o seu julgamento até 1 de março de 2010. 
Em 26 de novembro de 2009, Karadžić apresentou uma moção contestando a validade e legitimidade jurídica do tribunal, alegando que "o Conselho de Segurança da ONU não tinha o poder de estabelecer o TPIJ, violou acordos de direito internacional ao fazê-lo e delegou poderes legislativos inexistentes ao TPIJ",  ao que a resposta da acusação foi que "a Câmara de Recursos já determinou a validade da criação do Tribunal em decisões anteriores que constituem precedentes estabelecidos nesta questão", rejeitando, portanto, a moção.  A acusação iniciou o seu processo em 13 Abril de 2010, e concluído em 25 de maio de 2012.  A descoberta de mais de 300 corpos até então desconhecidos em uma vala comum na mina Tomasica perto de Prijedor em setembro de 2013 provocou uma onda de moções que culminou na recusa do tribunal em reabrir as provas do Ministério Público.  A defesa iniciou o seu caso em 16 de outubro de 2012 e concluído em março de 2014; Karadžić decidiu não testemunhar.  Os argumentos finais do caso começaram em 29 de setembro de 2014 e foram concluídos em 7 de outubro de 2014,  Karadžić tendo falhado no seu pedido de novo julgamento. 

### Julgamento do genocídio da Bósnia
Karadžić e Mladić foram levados a julgamento por acusações de genocídio, crimes contra a humanidade e crimes de guerra cometidos em Srebrenica, Prijedor, Ključ e outros distritos da Bósnia. Eles foram acusados, separadamente, de: 
- Acusação 1: Genocídio.
  - Municípios: Bratunac, Foča, Ključ, Kotor Varoš, Prijedor, Sanski Most, Vlasenica e Zvornik .
  - Em 28 de junho de 2012, a câmara de primeira instância deferiu o pedido de absolvição da defesa por essa acusação, pois "as evidências, mesmo se consideradas em seu nível mais alto, não atingiram o nível a partir do qual um juiz de fato razoável poderia concluir que ocorreu genocídio nos municípios [em questão]". Os pedidos de absolvição de nove outras acusações foram rejeitados. A Câmara de Apelações posteriormente concluiu que o tribunal havia cometido um erro e restabeleceu a Acusação 1 em 11 de julho de 2013.
- Acusação 2: Genocídio.
  - Município: Srebrenica.
- Acusação 3: Perseguições por motivos políticos, raciais e religiosos são um crime contra a humanidade.
  - Municípios: Banja Luka, Bijeljina, Bosanska Krupa, Bosanski Novi, Bratunac, Brčko, Foča, Hadžići, Ilidža, Kalinovik, Ključ, Kotor Varoš, Novo Sarajevo, Pale, Prijedor, Rogatica, Sanski Most, Sokolac, Trnovo, Vlasenica, Vogošća, Zvornik e Srebrenica .
- Acusação 4: Extermínio, um crime contra a humanidade.
- Acusação 5: Assassinato, um crime contra a humanidade.
- Acusação 6: Assassinato, uma violação das leis ou costumes de guerra.
- Acusação 7: Deportação, um crime contra a humanidade.
- Acusação 8: Atos desumanos (transferência forçada), um crime contra a humanidade.
- Acusação 9: Atos de violência cujo objetivo principal é espalhar o terror entre a população civil, uma violação das leis ou costumes de guerra.
- Acusação 10: Ataques ilegais contra civis, uma violação das leis ou costumes de guerra.
- Acusação 11: Tomada de reféns, uma violação das leis ou costumes de guerra.

O tribunal de crimes de guerra da Iugoslávia rejeitou uma das duas acusações de genocídio contra Karadžić a 27 de junho de 2012.   No entanto, no dia 11 de julho de 2013, a Câmara de Apelações restabeleceu essas acusações.

### Condenação e sentença
Em 24 de março de 2016, ele foi considerado culpado de genocídio, crimes de guerra e crimes contra a humanidade e sentenciado a 40 anos de prisão..  Ele foi considerado culpado de genocídio pelo massacre de Srebrenica, que teve como objetivo matar "todos os homens fisicamente aptos" da cidade e exterminar sistematicamente a comunidade muçulmana da Bósnia. Ele também foi condenado por perseguição, extermínio, deportação e transferência forçada (limpeza étnica) e assassinato em conexão com sua campanha para expulsar muçulmanos bósnios e croatas de aldeias reivindicadas pelas forças sérvias. Ele evitou a condenação por uma segunda acusação de genocídio em sete cidades da Bósnia, mas foi considerado culpado nesse caso por uma acusação reduzida de extermínio. 
Em 27 de fevereiro de 2018, o Mecanismo de Tribunais Penais Internacionais anunciou que as audiências de recurso contra a condenação estavam marcadas para 23 de abril de 2018.  O recurso foi rejeitado em 20 de março de 2019 e a pena foi aumentada para prisão perpétua.  Em 12 de maio de 2021, foi anunciado que, com o acordo das autoridades do Reino Unido, ele cumpriria o resto da sua pena numa prisão do Reino Unido.  O local de encarceramento foi posteriormente identificado como HMP Ilha de Wight,   e especificamente o local HMP Parkhurst. 

## Obras
Karadžić publicou vários livros de poesia, muitos dos quais foram publicados enquanto era fugitivo.
- 1968: Ludo koplje (Svjetlost, Sarajevo)
- 1971: Pamtivek (Svjetlost, Sarajevo)
- 1990: Crna bajka (Svjetlost, Sarajevo)
- 1992: Rat u Bosni: Kako je počelo
- 1994: Ima čuda, nema čuda
- 2001: Od Ludog koplja do Crne bajke (Dobrica knjiga, Novi Sad)
- 2004: Čudesna hronika noći (IGAM, Belgrado)
- 2005: Pod levu sisu veka (Književna zajednica Veljko Vidaković, Niš)

## Prêmios e condecorações
- Prêmio literário Jovan Dučić por poesia, 1969
- Prêmio literário Michail Sholokhov em 16 de maio de 1994, pela União dos Escritores Russos. [105]
- Ordem dos Cavaleiros de Primeira Classe de São Dionísio de Zacinto, [106] 1994, pela Igreja Ortodoxa Grega.
- Ordem da Republika Srpska, 1994
- Ordem de André, o Primeiro Chamado, 1995, pelo Fundo de Moscou. [107]